# Honeymoon (pel·lícula de 2023)
Honeymoon és una pel·lícula dramàtica espanyola de 2023 dirigida per Enrique Otero, qui la va coescriure al costat de Roberto G. Méndez. És protagonitzada per Javier Gutiérrez i Nathalie Poza. Es va estrenar en el Festival de Màlaga el 15 de març de 2023, i té previst la seva estrena en cinemes espanyols per al 12 de gener de 2024, de la mà de Filmax.

## Argument
Un matrimoni en destrucció, Eva (Nathalie Poza) i Carlos (Javier Gutiérrez), rep la notícia que el seu fill Jonás, que era l'única cosa que els mantenia units, acaba de morir en un accident a milers de quilòmetres de casa durant una visita als avis paterns. Sense recursos per a portar de tornada a Jonás, però sense cor per a no fer-ho, tractaran d'aconseguir a qualsevol preu els diners que necessiten per a recuperar el cos del seu fill.

## Repartiment
- Javier Gutiérrez com Carlos
- Nathalie Poza com Eva
- María Vázquez com Santos
- Silvia Xirui Zhou com Sayaka
- Fernando Albizu com Andrés
- Antonio Durán "Morris" com Mario
- Pablo Derqui com Víctor
- María Tasende com Leticia
- Desiré Pillado com Lucía
- Mikel Insua com Antonio
- Berta Ojea com Rosario
- Miguel Ángel Tobías com Vidal
- Sergio Zearreta com Silva
- César Martínez "Goldi"
- Susana Dans
- Marta Lado

## Producció
Honeymoon va ser originalment concebuda pels guionistes Enrique Otero i Roberto G. Méndez com una història sobre uns venedors porta a porta, a partir de la qual van desenvolupar un guió que es va convertir en el que van descriure com "una història d'amor molt amagada després d'un drama vital".
Al maig de 2022, es va anunciar que el rodatge de la pel·lícula dramàtica Honeymoon, dirigida per Otero i protagonitzada per Javier Gutiérrez i Nathalie Poza, havia començat a Ourense. El rodatge va prosseguir durant diverses setmanes en localitzacions com Santiago de Compostel·la, Arteixo, O Grove, Culleredo, Zamora i Valladolid, fins a concloure al juliol de 2022..  Encara que el pressupost exacte de la pel·lícula és desconegut, es va reportar que sobrepassava els 750,000 euros i que incloïa una ajuda de més de 230.000 euros per part de la Junta de Galícia.

## Llançament i màrqueting
Al juliol de 2022, coincidint amb el final del rodatge de la pel·lícula, es va anunciar que Filmax havia adquirit els drets de distribució de Honeymoon. El 28 de febrer de 2023, es va anunciar que la pel·lícula tindria la seva estrena mundial al Festival de Màlaga el 15 de març de 2023.  Més endavant, es va projectar en el Festival Internacional de Cinema d'Almeria el 21 de novembre de 2023. A l'octubre de 2023, Filmax va anunciar que estrenaria Honeymoon en sales al gener de 2024. Pel novembre de 2023, Filmax havia concretat la data d'estrena de la pel·lícula per al 12 de gener de 2024.

## Recepció

### Taquilla
En la seva primera setmana, Honeymoon es va estrenar en 57 cinemes, coincidint principalment amb les estrenes de Valle de sombras, Mean Girls i Beekeeper: El protector, entre altres cintes. La pel·lícula va recaptar 18.610 euros en 56 cinemes en la seva estrena, per a una mitjana per sala de 332 euros, ocupant el lloc 21 de la taquilla. En la seva segona setmana, la pel·lícula va caure un 83% amb 2.778 euros recaptats en 25 cinemes, per a una mitjana per sala de 111 euros i un acumulat de 32.051 euros.A la seva tercera setmana, Honeymoon va desaparèixer gairebé completament de la taquilla, recaptant només 12 euros en un cinema, per a un acumulat de 33.786 euros.

### Crítica
Honeymoon ha rebut crítiques mixtes per part dels crítics. Daniel Farriol de No és cinema tot el que rellueix li va fer a la pel·lícula un 7 de 10, descrivint-la com una "estranya i atípica combinació de drama familiar, romanç, thriller i comèdia negra" i com un "divertit thriller que convida a reflexionar sobre si el fi justifica els mitjans en una societat individualista". Guillermo Rodríguez Durán de 35 Milímetros li va fer a la pel·lícula un 6 de 10, descrivint-la com una "comèdia àcida i divertida" que "recorda a les millors històries dels germans Coen".
Toni Vall de Cinemaníali va fer a la pel·lícula un 6 de 10, descrivint-la com a "audaç i aspra, molt ben rodada, ben interpretada i no tan ben escrita" i que "es detecta cert empatx referencial, situacions rocambolesques altament forçades […] Però segueixes agafat a [la trama], et reté", concloent que és "molt estranya, però no tot ha de tenir explicació racional". Jordi Batlle Caminal de Fotogramas també li va donar a la cinta un 6 de 10, qualificant-la com "una menestra de gèneres […] la virtut major del qual és la de proposar un embolic que s'engeganteix progressivament" i concloent que és "un entreteniment funcional [i] lleuger". Pedro de Frutos d'El Ónfalos li va donar a Honeymoon un 5.3 de 10, dient que la pel·lícula "recorre a l'aridesa de paisatges castellans i a una mescla d'estils que fa complicat catalogar la pel·lícula" i que "constantment sembla que es reinicia i […] sempre hi ha alguna cosa que no encaixa". Laura Tabuyo Acosta de Cinemagavia li va donar a la pel·lícula un 5 de 10, criticant que "més enllà de destacar per la raresa de gairebé tots [els personatges] no hi ha molt més del que tirar" i que "en tot moment les seqüències resulten més que poc creïbles", encara que sí que va elogiar "la presència d'actors de gran trajectòria" i els llocs d'ambientació de la pel·lícula, els quals va descriure com a "espais tronats, de nou estranys i aliens a una adhesió temporal", concloent que "no es pot recomanar Honeymoon havent-hi tantes coses per aquí interessants per a veure".